# Kartoffelvirus Y
Kartoffelvirus Y (englisch Potato virus Y, PVY; Spezies Potyvirus yituberosi) ist ein Virus der Gattung Potyvirus pflanzenpathogener Viren aus der Familie Potyviridae.
Das Kartoffelvirus Y ist eines der wichtigsten Pflanzenviren, die die Kartoffelproduktion beeinflussen.
Einzelne Stämme von PVY infizieren viele wirtschaftlich wichtige Pflanzenarten in der Familie der Nachtschattengewächse (Solanaceae).
Dazu gehören neben der Kartoffel (Solanum tuberosum) auch Tabak (Nicotiana tabacum), Tomate (Solanum lycopersicum) und Paprika (Capsicum annuum).
Das Ausmaß der Schäden an den Kulturen wird bestimmt durch den PVY-Stamm, der die Pflanzen infiziert, die Viruslast, den Zeitpunkt der Infektion sowie die Toleranz des Wirts gegenüber dem Virus. Die Resistenz der Wirte gegenüber PVY-Infektionen ist in vielen Fällen gering.
Eine PVY-Infektion von Kartoffelpflanzen (Solanum tuberosum) führt je nach Virusstamm zu einer Vielzahl von Symptomen.
Das mildeste dieser Symptome ist ein Produktionsverlust, das schädlichste jedoch ist die Kartoffelringfäule
(„Ringnekrose der Kartoffelknollen“, englisch potato tuber necrotic ringspot disease, PTNRD).
Nekrotische Pusteln (en. ringspots) machen die Kartoffeln unverkäuflich und können daher zu erheblichen Einkommenseinbußen in der Landwirtschaft führen.
Die Infektion eines Kartoffelfeldes mit PVY kann letztlich zu 10–100 % Ertragsverlusten führen.
PVY ist damit das möglicherweise zerstörerischste aller Kartoffelviren.
Eine weitere durch einen PVY-Stamm hervorgerufene Kartoffelkrankheit ist die Strichelkrankheit.
Beim Tabak wird die Tabakrippenbräune durch einen PVY-Stamm hervorgerufen.
PVY wird übertragen durch Blattläuse als Vektoren, kann aber auch im Saatgut (Pflanzkartoffeln) dormant (ruhend) verweilen.
Die Verwendung der gleichen Kartoffellinie für die Produktion von Pflanzkartoffeln über mehrere aufeinanderfolgende Generationen kann daher zu einem progressiven Anstieg der Viruslast und damit zu Ernteverlusten führen.
Daneben kann PVY auch mechanisch durch Maschinen, Werkzeuge, Beschädigung der Pflanzen beim Begehen des Feldes oder der Ernte übertragen werden.

## Beschreibung

Schemazeichnung eines Virions der Gattung Potyvirus, Seitenansicht

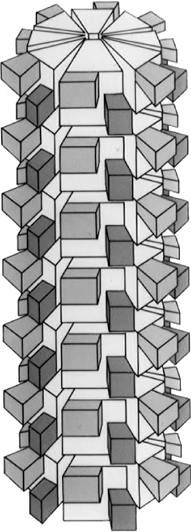
Schemazeichnung eines Potyvirus-Virions (Detail).

Die Virionen von Potyvirus bestehen aus unbehüllten filamentösen Strukturen, die 680–900 nm lang und 11–15 nm breit sind.
Das Potyvirus-Kapsid besteht aus etwa 2.000 Kopien des Hüllproteins (en. coat protein, CP).
Das Genom von PVY ist unsegmentiert (monopartit) – das Kapsid beinhaltet einen RNA-Einzelstrang (en. single strand RNA, ssRNA) positiver Polarität mit einer Länge von 10 kb (Nukleotidbasen). Diese genomische RNA beinhaltet eine nicht-translatierte 5'-terminale Region (5'-NTR oder 5'-UTR) sowie einen 3'-Poly-A-Schwanz.
Das Genom enthält einen einzelnen erweiterten offenen Leserahmen (en. extended open reading frame) und wirkt direkt als mRNA.
Die 144 Nukleotide umfassende 5'-NTR ist besonders reich an Adenin-Basen und hat nur wenige Guanin-Basen.
Anstelle einer konventionellen Cap-Struktur ist das 5'-NTR mit einem Protein (Viral genome linked protein, VPg) assoziiert,
das vermutlich als „Enhancer“ der Transkription wirkt.
Die 5'-Leader-Sequenz hat eine interne ribosomale Eintrittsstelle (internal ribosome entry site, IRES) und
cap-unabhängige Translationsregulationselemente (cap-independent translation regulatory elements, CIREs →CITE).
Die IRES steuert die cap-unabhängige Translation durch einen ähnlichen Mechanismus wie bei Eukaryoten.
Der erweiterte offene Leserahmen kodiert für ein 350 kDa (Kilo-Dalton) an Polyprotein.
Dieses Polyprotein ist ein Präkursor-Protein und wird durch Virus-eigene Proteasen (NIa, HC-Pro und P1) proteolytisch prozessiert, wodurch es eine ko- und posttranslationale Spaltung erfährt, durch die schließlich mehrere multifunktionale Proteine entstehen.
Zu diesem Prozess gehören die folgenden Proteine:
- P1 (P1-Protein),
- HCPro (Helper Component Proteinase),
- P3 (P3-Protein),
- 6K1 (6-kDa-Protein 1),
- CI (Cylindrical Inclusion),
- 6K2 (6-kDa-Protein 2),
- VPg (Viral Protein genome-linked),
- NIaPro (Nuclear Inclusion Protein a, Proteinase domain),
- NIb (Nuclear Inclusion Protein b) und das
- CP (Coat Protein, Hüllprotein).

## Wirte, Stämme und Symptome

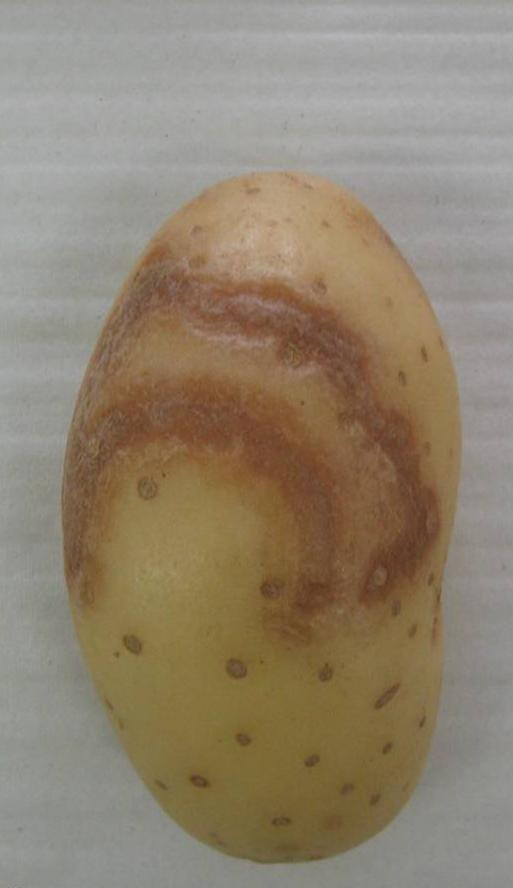
Kartoffel, die Symptome der Kartoffelringfäule („Ringnekrose der Kartoffelknollen“, en. potato tuber necrotic ringspot disease, PTNRD) zeigend

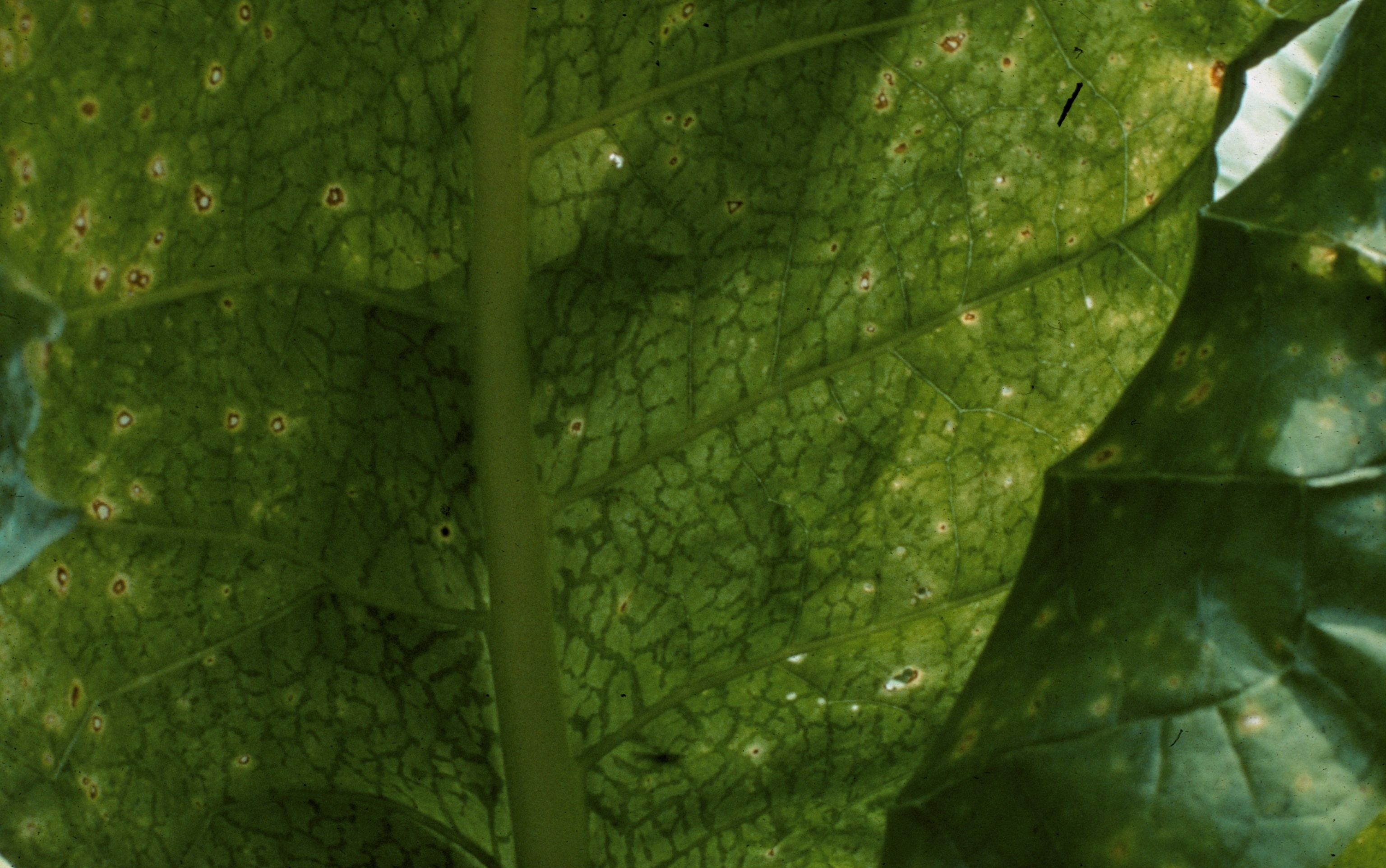
Symptome des Kartoffelvirus Y auf Nicotiana tabacum

Es hat sich gezeigt, dass je nach Kartoffelsorte, Umweltfaktoren und Symptomen verschiedene Stämme und Isolate der Spezies PVY verantwortlich sein können.
Typische Symptome sind Rauheit, Agglomeration (Zusammenkleben) und Verdrehen der Blätter sowie Falten des Blattrandes; Zwergwuchs; Nekrose der Blattvenen, nekrotische Flecken, Nekrose der Blätter und Stielstreifen.
Die umfangreiche biologische, serologische und molekulare Variabilität von PVY-Isolaten macht ihre Klassifizierung als bestimmte Stämme besonders schwierig. Das Auftreten einer Vielzahl von Symptomen und das Auftauchen des nekrotischen Stammes PVYNTN (auch YNTN-Stamm) haben zu einer Suche nach zuverlässigeren Klassifizierungswerkzeugen als der einfachen serologischen Identifizierung geführt.
Traditionell werden drei Hauptstämme von PVY anerkannt:
- PVYC (auch YC-Stamm)[20],
- PVYN (oder YN-Stamm)[21] und
- PVYO (alias YO-Stamm).[22]

PVYC, ursprünglich bekannt als Kartoffelvirus C (en. Potato Virus C), wurde als erstes erkannt und in den 1930er Jahren identifiziert.
PVYC induziert überempfindliche Reaktionen bei einer Vielzahl von Kartoffelsorten.
Zu diesen Reaktionen gehört etwa die Bildung von milden Mosaikmustern oder Streifen (en. stipple streak).
Im Gegensatz zu den anderen Stämmen von PVY sind einige PVYC-Stämme durch Blattläuse nicht übertragbar (en. non-aphid transmissible).
Frühere Studien von Visser et al. identifizierten keines der Isolate auf der Nordhalbkugel der Erde als PVYC, aber es wurde berichtet, dass es in Südafrika vorkommt.
Ein zweiter Stamm von PVY ist PVYN.
Dieser Stamm wurde zuerst bei Tabakpflanzen beschrieben, die in der Nähe von Kartoffelpflanzen wachsen.
PVYN verursacht im Allgemeinen milde Symptome an den Blättern und leichte oder keine Schäden an den Knollen, bei anfälligen Kartoffelsorten bewirkt es jedoch Blattnekrosen.
Der häufigste Stamm von PVY ist PVYO (Typusstamm). Die Infektion einer Kartoffelpflanze mit dem PVYO-Stamm führt zu leichten Knollenschäden, ggf. Mosaiksymptome, verursacht aber keine Blattnekrosen.
Die Infektion einer Kartoffelpflanze mit dem Stamm PVYO führt zu leichten Knollenschäden und verursacht keine Blattnekrosen.
Sowohl PVYN als auch PVYO sind durch Blattläuse übertragbar und kommen in Südafrika vor.
In Europa wurde nachgewiesen, dass sich diese beiden Stämme zu PVYNTN (alias YNTN-Stamm, PVYNTN) rekombiniert haben.
Diesem neuen Stamm PVYNTN wird die Eigenschaft zugeschrieben, die Kartoffelringfäule („Ringnekrose der Kartoffelknollen“, en. potato tuber necrotic ringspot disease, PTNRD) auszulösen.
Knollen, die durch PTNRD geschädigt sind, sind unverkäuflich. Eine Infektion durch PVYNTN führt somit zu größeren wirtschaftlichen Auswirkungen als eine Infektion durch die oben genannten anderen Stämme.
Die immunologische Methode ELISA (Enzyme Linked Immunosorbent Assay) kann PVYNTN nicht von diesen beiden anderen Virusstämmen unterscheiden. Darüber hinaus reagieren nicht alle PVYN-Isolate mit dem spezifischen PVYN-Antikörper, aber einige PVYO-Isolate.
Mischinfektionen von PVYN als auch PVYO sind häufig, wobei das genetische Material rekombinieren kann, so dass Hybridrassen entstehen.
Neben PVYNTN ist dies PVYN:O (alias PVYN:O).
Ein weiterer Stamm ist Wilga 156 (nach ICTV und NCBI).
Weitere PVY-Stämme, die verschiedene Pflanzen befallen, sind nach NCBI u. a. (Stand 16. Juli 2024):
- Potato virus Y strain nnp
- Potato Virus Y PS
- Physalis floridana potyvirus
- Spiraea potyvirus

PVY-Stämme können zudem mit anderen Kartoffelviren wie Kartoffelvirus X (PVX) und Kartoffelvirus A (PVA) interagieren und in ihrer Wirkung gegenseitig verstärken, was dann zu größeren Verlusten führt. Auch nach der Lagerung sind nekrotische Symptome bei den Knollen häufig verstärkt.

## Schäden
Eine in den letzten Jahren beobachtete Zunahme der Infektion von Kartoffelpflanzen mit Viren hat etwa in der südafrikanischen Kartoffelerzeugung zu erheblichen Verlusten geführt.
Die erhöhte Infektionsrate kann dort auf mehrere Faktoren zurückgeführt werden. Dazu gehören
ein deutlicher Rückgang der Wirksamkeit und der Verabreichung von Insektiziden zur Kontrolle der Vektoren (Blattläuse),
die Verwendung von infizierten Pflanzkartoffeln beim Anbau, falsche Bewässerungs- und Anbaumethoden sowie das Fehlen einer empfindlichen, schnellen und zuverlässigen Nachweismethode.
Ein Anstieg der Durchschnittstemperaturen in den Wintern als Folge der globalen Erwärmung hat auch zu einem Anstieg der Anzahl von Blattläusen geführt, was wiederum zu einem Anstieg der Virusverbreitung nach sich zog.

## Bekämpfung und Kontrolle
PVY wird durch Selektion gesunder Klone und Verwerfen kranker Pflanzen (englisch roguing) während des Samenvermehrungsprozesses kontrolliert. Es gibt resistente Sorten.